# Verein für Bewegungsspiele Stuttgart 1893 1998-1999
Questa voce raccoglie le informazioni riguardanti il Verein für Bewegungsspiele Stuttgart 1893 nelle competizioni ufficiali della stagione 1998-1999.

## Stagione
Nella stagione 1998-1999 lo Stoccarda, allenato da Winfried Schäfer, Wolfgang Rolff, Rainer Adrion e Ralf Rangnick, concluse il campionato di Bundesliga al 11º posto. In Coppa di Germania lo Stoccarda fu eliminato ai quarti di finale dal Bayern Monaco. In Coppa di Lega lo Stoccarda perse la finale con il Bayern Monaco. In Coppa UEFA lo Stoccarda fu eliminato al secondo turno dal Club Bruges.

## Rosa
| N. |                                | Ruolo | Calciatore         |
| -- | ------------------------------ | ----- | ------------------ |
| 1  | Austria (bandiera)             | P     | Franz Wohlfahrt    |
| 2  | Germania (bandiera)            | D     | Martin Spanring    |
| 3  | Germania (bandiera)            | C     | Thorsten Legat     |
| 4  | Germania (bandiera)            | D     | Thomas Berthold    |
| 5  | Paesi Bassi (bandiera)         | D     | Frank Verlaat      |
| 7  | Serbia e Montenegro (bandiera) | C     | Kristijan Đorđević |
| 8  | Germania (bandiera)            | C     | Michael Zeyer      |
| 9  | Serbia e Montenegro (bandiera) | A     | Sreto Ristić       |
| 10 | Bulgaria (bandiera)            | C     | Krasimir Balăkov   |
| 11 | Germania (bandiera)            | A     | Fredi Bobic        |
| 12 | Germania (bandiera)            | D     | Jens Keller        |
| 13 | Serbia e Montenegro (bandiera) | A     | Saša Marković      |
| 14 | Germania (bandiera)            | D     | Thomas Schneider   |
| 15 | Macedonia del Nord (bandiera)  | D     | Mitko Stojkovski   |
| 16 | Sudafrica (bandiera)           | C     | Bradley Carnell    |

| N. |                       | Ruolo | Calciatore         |
| -- | --------------------- | ----- | ------------------ |
| 17 | Germania (bandiera)   | C     | Timo Rost          |
| 18 | Guinea (bandiera)     | C     | Pablo Thiam        |
| 20 | Croazia (bandiera)    | C     | Zvonimir Soldo     |
| 21 | Germania (bandiera)   | D     | Jochen Endreß      |
| 22 | Ungheria (bandiera)   | C     | Krisztián Lisztes  |
| 23 | Egitto (bandiera)     | A     | Ahmed Hosny        |
| 25 | Germania (bandiera)   | P     | Marc Ziegler       |
| 26 | Germania (bandiera)   | A     | Nico Frommer       |
| 27 | Nigeria (bandiera)    | A     | Jonathan Akpoborie |
| 28 | Germania (bandiera)   | P     | Eberhard Trautner  |
| 29 | Germania (bandiera)   | D     | Thomas Kies        |
| 32 | Germania (bandiera)   | A     | Alexander Blessin  |
| 33 | Portogallo (bandiera) | C     | Roberto Pinto      |
| 34 | Germania (bandiera)   | D     | Kai Oswald         |

## Organigramma societario
Area tecnica
- Allenatore: Ralf Rangnick
- Allenatore in seconda:
- Preparatore dei portieri: Jochen Rücker
- Preparatori atletici: Gerhard Wörn

## Calciomercato

### Sessione estiva
| Acquisti | Acquisti        | Acquisti      | Acquisti |
| R.       | Nome            | da            | Modalità |
| -------- | --------------- | ------------- | -------- |
| C        | Bradley Carnell | Kaizer Chiefs |          |
| A        | Ahmed Hosny     | Al-Ahly       |          |
| D        | Jens Keller     | Wolfsburg     |          |
| A        | Saša Marković   | Stella Rossa  |          |
| C        | Timo Rost       | Norimberga    |          |
| C        | Pablo Thiam     | Colonia       |          |
| C        | Michael Zeyer   | Duisburg      |          |

| Cessioni | Cessioni         | Cessioni            | Cessioni |
| R.       | Nome             | a                   | Modalità |
| -------- | ---------------- | ------------------- | -------- |
| A        | Matthias Becker  | Hannover 96         |          |
| D        | Marco Grimm      | Grazer AK           |          |
| C        | Marco Haber      | Las Palmas          |          |
| C        | Matthias Hagner  | Borussia M'gladbach |          |
| D        | Frank Posch      | Stoccarda II        |          |
| A        | Florin Răducioiu | Espanyol            |          |
| C        | Danny Schwarz    | Karlsruhe           |          |
| C        | Murat Yakın      | Fenerbahçe          |          |

### Sessione invernale
| Acquisti | Acquisti      | Acquisti     | Acquisti |
| R.       | Nome          | da           | Modalità |
| -------- | ------------- | ------------ | -------- |
| C        | Roberto Pinto | Stoccarda II |          |

| Cessioni | Cessioni         | Cessioni | Cessioni |
| R.       | Nome             | a        | Modalità |
| -------- | ---------------- | -------- | -------- |
| C        | Gerhard Poschner | Venezia  |          |

## Risultati

### Bundesliga

#### Girone di andata
| Arbitro: | Heynemann |

|                        |           |           |
| Keller 9’ Đorđević 17’ | Marcatori | 39’ Salou |

| Arbitro: | Berg |

|         |           |  |
| Max 56’ | Marcatori |  |

| Arbitro: | Jansen |

|                                              |           |  |
| Ristić 33’, 79’ Bobic 71’ Balăkov 85’ (rig.) | Marcatori |  |

| Arbitro: | Aust |

|                      |           |             |
| Brinkmann 89’ (rig.) | Marcatori | 72’ Balăkov |

| Arbitro: | Kemmling |

|  |           |               |
|  | Marcatori | 67’ Vanenburg |

| Arbitro: | Strampe |

|                         |           |                                   |
| Polster 37’ (rig.), 42’ | Marcatori | 12’ Akpoborie 45’ Bobic 84’ Soldo |

| Arbitro: | Koop |

|                         |           |  |
| Hoersen 43’ Beierle 56’ | Marcatori |  |

| Stoccarda 17 ottobre 1998, ore 15:30 CEST 8ª giornata | Stoccarda | 0 – 0 referto | Hertha Berlino | Gottlieb-Daimler-Stadion (31 000 spett.)\| Arbitro: \| Keßler \| |
| Arbitro:                                              | Keßler    |               |                |                                                                  |

| Arbitro: | Weber |

|                     |           |                         |
| Kuka 53’ Täuber 65’ | Marcatori | 25’ Akpoborie 37’ Bobic |

| Arbitro: | Merk |

|                                               |           |                     |
| Akpoborie 1’, 47’ Ernst 11’ (aut.) Ristić 87’ | Marcatori | 6’ Gaudino 53’ Reis |

| Leverkusen 8 novembre 1998, ore 18:00 CET 11ª giornata | Bayer Leverkusen | 0 – 0 referto | Stoccarda | BayArena (22 200 spett.)\| Arbitro: \| Berg \| |
| Arbitro:                                               | Berg             |               |           |                                                |

| Arbitro: | Fröhlich |

|               |           |                          |
| Akpoborie 22’ | Marcatori | 35’ Präger 89’ Juskowiak |

| Arbitro: | Jansen |

|                        |           |  |
| Effenberg 49’ Daei 90’ | Marcatori |  |

| Arbitro: | Krug |

|             |           |                 |
| Lisztes 22’ | Marcatori | 61’ Breitkreutz |

| Arbitro: | Aust |

|                  |           |  |
| Iashvili 9’, 42’ | Marcatori |  |

| Arbitro: | Steinborn |

|                         |           |                    |
| Akpoborie 43’, 46’, 51’ | Marcatori | 37’ (aut.) Verlaat |

| Arbitro: | Merk |

|                     |           |                         |
| Trares 62’ Bode 65’ | Marcatori | 22’ Schneider 70’ Bobic |

#### Girone di ritorno
| Arbitro: | Wack |

|                                |           |  |
| Herrlich 38’ But 47’ Salou 69’ | Marcatori |  |

| Arbitro: | Fandel |

|                           |           |            |
| Đorđević 47’ Marković 81’ | Marcatori | 48’ Mulder |

| Arbitro: | Krug |

|           |           |           |
| Ramzy 65’ | Marcatori | 60’ Bobic |

| Arbitro: | Fleischer |

|                         |           |  |
| Balăkov 40’ Carnell 90’ | Marcatori |  |

| Arbitro: | Heynemann |

|           |           |             |
| Zelić 89’ | Marcatori | 81’ Balăkov |

| Arbitro: | Steinborn |

|                         |           |                            |
| Lisztes 19’ Balăkov 60’ | Marcatori | 67’ Frontzeck 89’ Ketelaer |

| Stoccarda 3 aprile 1999, ore 20:00 CEST 24ª giornata | Stoccarda | 0 – 0 referto | Duisburg | Gottlieb-Daimler-Stadion (24 500 spett.)\| Arbitro: \| Kemmling \| |
| Arbitro:                                             | Kemmling  |               |          |                                                                    |

| Arbitro: | Weber |

|                          |           |  |
| Aračić 57’ Neuendorf 73’ | Marcatori |  |

| Stoccarda 13 aprile 1999, ore 19:30 CEST 26ª giornata | Stoccarda | 0 – 0 referto | Norimberga | Gottlieb-Daimler-Stadion (21 000 spett.)\| Arbitro: \| Aust \| |
| Arbitro:                                              | Aust      |               |            |                                                                |

| Arbitro: | Fleischer |

|                                                |           |                         |
| Mahdavikia 60’ (rig.) Michalke 75’ Buckley 79’ | Marcatori | 42’, 45’, 53’ Akpoborie |

| Arbitro: | Berg |

|  |           |             |
|  | Marcatori | 36’ Kirsten |

| Arbitro: | Fandel |

|                                      |           |                  |
| Schröder 62’ Baumgart 63’ Präger 86’ | Marcatori | 5’ Kies 15’ Rost |

| Arbitro: | Dardenne |

|  |           |                        |
|  | Marcatori | 62’ Scholl 82’ Jancker |

| Arbitro: | Strampe |

|                           |           |  |
| Rehmer 29’ Majak 80’, 89’ | Marcatori |  |

| Arbitro: | Heynemann |

|                          |           |           |
| Thiam 44’, 87’ Bobic 60’ | Marcatori | 33’ Güneş |

| Arbitro: | Keßler |

|                                           |           |           |
| Kir'jakov 15’ Butt 39’ (rig.), 45’ (rig.) | Marcatori | 10’ Bobic |

| Arbitro: | Fröhlich |

|          |           |  |
| Bobic 6’ | Marcatori |  |

### Coppa di Germania
| Arbitro: | Koop |

|            |           |                       |
| Kullig 32’ | Marcatori | 2’ Ristić 63’ Lisztes |

| Arbitro: | Krug |

|                                       |           |                    |
| Đorđević 17’ Lisztes 45’ Spanring 90’ | Marcatori | 48’, 50’ Schneider |

| Arbitro: | Dardenne |

|                             |           |                   |
| Akpoborie 71’ Rost 83’, 85’ | Marcatori | 90’ (rig.) Häßler |

| Arbitro: | Strampe |

|                                    |           |  |
| Jancker 26’ Basler 71’ Zickler 78’ | Marcatori |  |

### Coppa di Lega
| Arbitro: | Strampe |

|                            |           |             |
| Akpoborie 48’ Poschner 78’ | Marcatori | 16’ Büskens |

| Arbitro: | Wagner |

|                                           |           |                          |
| Balăkov 18’ (rig.) Poschner 78’ Bobic 87’ | Marcatori | 8’, 53’ (rig.) Marschall |

| Arbitro: | Fröhlich |

|                                |           |  |
| Élber 4’, 25’, 41’ Jancker 89’ | Marcatori |  |

### Coppa UEFA
| Arbitro: | Frisk |

|           |           |                                  |
| Bobic 31’ | Marcatori | 19’ van Gastel 21’, 32’ Tomasson |

| Arbitro: | Aranda |

|  |           |                                    |
|  | Marcatori | 35’ Balăkov 70’ Đorđević 90’ Bobic |

| Arbitro: | Pedersen |

|              |           |             |
| Akpoborie 9’ | Marcatori | 70’ Vermant |

| Arbitro: | Uzunov |

|                                      |           |                        |
| De Cock 60’ Claessens 105’ Ilić 116’ | Marcatori | 76’ Verlaat 110’ Bobic |

## Statistiche

### Statistiche di squadra
| Competizione      | Punti | In casa | In casa | In casa | In casa | In casa | In casa | In trasferta | In trasferta | In trasferta | In trasferta | In trasferta | In trasferta | Totale | Totale | Totale | Totale | Totale | Totale | DR |
| Competizione      | Punti | G       | V       | N       | P       | Gf      | Gs      | G            | V            | N            | P            | Gf           | Gs           | G      | V      | N      | P      | Gf     | Gs     | DR |
| ----------------- | ----- | ------- | ------- | ------- | ------- | ------- | ------- | ------------ | ------------ | ------------ | ------------ | ------------ | ------------ | ------ | ------ | ------ | ------ | ------ | ------ | -- |
| Bundesliga        | 39    | 17      | 8       | 5       | 4       | 25      | 15      | 17           | 1            | 7            | 9            | 16           | 33           | 34     | 9      | 12     | 13     | 41     | 48     | -7 |
| Coppa di Germania | -     | 2       | 2       | 0       | 0       | 6       | 3       | 2            | 1            | 0            | 1            | 2            | 4            | 4      | 3      | 0      | 1      | 8      | 7      | +1 |
| Coppa di Lega     | -     | 2       | 2       | 0       | 0       | 5       | 3       | 1            | 0            | 0            | 1            | 0            | 4            | 3      | 2      | 0      | 1      | 5      | 7      | -2 |
| Coppa UEFA        | -     | 2       | 0       | 1       | 1       | 2       | 4       | 2            | 1            | 0            | 1            | 5            | 3            | 4      | 1      | 1      | 2      | 7      | 7      | 0  |
| Totale            | 39    | 23      | 12      | 6       | 5       | 38      | 25      | 22           | 3            | 7            | 12           | 23           | 44           | 45     | 15     | 13     | 17     | 61     | 69     | -8 |

### Andamento in campionato
| Giornata  | 1 | 2  | 3 | 4 | 5 | 6 | 7 | 8 | 9 | 10 | 11 | 12 | 13 | 14 | 15 | 16 | 17 | 18 | 19 | 20 | 21 | 22 | 23 | 24 | 25 | 26 | 27 | 28 | 29 | 30 | 31 | 32 | 33 | 34 |
| --------- | - | -- | - | - | - | - | - | - | - | -- | -- | -- | -- | -- | -- | -- | -- | -- | -- | -- | -- | -- | -- | -- | -- | -- | -- | -- | -- | -- | -- | -- | -- | -- |
| Luogo     | C | T  | C | T | C | T | T | C | T | C  | T  | C  | T  | C  | T  | C  | T  | T  | C  | T  | C  | T  | C  | C  | T  | C  | T  | C  | T  | C  | T  | C  | T  | C  |
| Risultato | V | P  | V | N | P | V | P | N | N | V  | N  | P  | P  | N  | P  | V  | N  | P  | V  | N  | V  | N  | N  | N  | P  | N  | N  | P  | P  | P  | P  | V  | P  | V  |
| Posizione | 3 | 10 | 3 | 4 | 8 | 5 | 7 | 9 | 9 | 6  | 7  | 10 | 10 | 9  | 10 | 9  | 8  | 11 | 9  | 9  | 8  | 8  | 8  | 8  | 9  | 10 | 11 | 11 | 11 | 11 | 13 | 11 | 13 | 11 |

Legenda:

Luogo: C = Casa; T = Trasferta. Risultato: V = Vittoria; N = Pareggio; P = Sconfitta.

### Statistiche dei giocatori
| Giocatore     | Bundesliga | Bundesliga | Bundesliga  | Bundesliga | Coppa di Germania | Coppa di Germania | Coppa di Germania | Coppa di Germania | Coppa di Lega | Coppa di Lega | Coppa di Lega | Coppa di Lega | Coppa UEFA | Coppa UEFA | Coppa UEFA  | Coppa UEFA | Totale   | Totale | Totale      | Totale     |
| Giocatore     | Presenze   | Reti       | Ammonizioni | Espulsioni | Presenze          | Reti              | Ammonizioni       | Espulsioni        | Presenze      | Reti          | Ammonizioni   | Espulsioni    | Presenze   | Reti       | Ammonizioni | Espulsioni | Presenze | Reti   | Ammonizioni | Espulsioni |
| ------------- | ---------- | ---------- | ----------- | ---------- | ----------------- | ----------------- | ----------------- | ----------------- | ------------- | ------------- | ------------- | ------------- | ---------- | ---------- | ----------- | ---------- | -------- | ------ | ----------- | ---------- |
| J. Akpoborie  | 28         | 11         | 4           | 0          | 3                 | 1                 | 0                 | 1                 | 2             | 1             | 2             | 0             | 3          | 1          | 0           | 0          | 36       | 14     | 6           | 1          |
| K. Balăkov    | 24         | 5          | 4           | 0          | 2                 | 0                 | 0                 | 0                 | 3             | 1             | 0             | 0             | 4          | 1          | 1           | 0          | 33       | 7      | 5           | 0          |
| T. Berthold   | 22         | 0          | 11          | 0          | 3                 | 0                 | 0                 | 0                 | 3             | 0             | 0             | 0             | 4          | 0          | 2           | 0          | 32       | 0      | 13          | 0          |
| A. Blessin    | 7          | 0          | 1           | 0          | 1                 | 0                 | 0                 | 0                 | 1             | 0             | 0             | 0             | 1          | 0          | 0           | 0          | 10       | 0      | 1           | 0          |
| F. Bobic      | 28         | 8          | 3           | 0          | 3                 | 0                 | 1                 | 0                 | 3             | 1             | 1             | 0             | 4          | 3          | 0           | 0          | 38       | 12     | 5           | 0          |
| B. Carnell    | 20         | 1          | 5           | 0          | 2                 | 0                 | 0                 | 0                 | 0             | 0             | 0             | 0             | 0          | 0          | 0           | 0          | 22       | 1      | 5           | 0          |
| J. Endreß     | 11         | 0          | 3           | 0          | 0                 | 0                 | 0                 | 0                 | 0             | 0             | 0             | 0             | 0          | 0          | 0           | 0          | 11       | 0      | 3           | 0          |
| N. Frommer    | 8          | 0          | 1           | 0          | 0                 | 0                 | 0                 | 0                 | 0             | 0             | 0             | 0             | 0          | 0          | 0           | 0          | 8        | 0      | 1           | 0          |
| A. Hosny      | 2          | 0          | 0           | 0          | 1                 | 0                 | 0                 | 0                 | 0             | 0             | 0             | 0             | 0          | 0          | 0           | 0          | 3        | 0      | 0           | 0          |
| J. Keller     | 24         | 1          | 7           | 0          | 3                 | 0                 | 2                 | 0                 | 2             | 0             | 1             | 0             | 4          | 0          | 1           | 0          | 33       | 1      | 11          | 0          |
| T. Kies       | 3          | 1          | 1           | 0          | 0                 | 0                 | 0                 | 0                 | 0             | 0             | 0             | 0             | 0          | 0          | 0           | 0          | 3        | 1      | 1           | 0          |
| T. Legat      | 1          | 0          | 0           | 0          | 1                 | 0                 | 1                 | 0                 | 0             | 0             | 0             | 0             | 0          | 0          | 0           | 0          | 2        | 0      | 1           | 0          |
| K. Lisztes    | 31         | 2          | 1           | 0          | 4                 | 2                 | 0                 | 0                 | 3             | 0             | 0             | 0             | 3          | 0          | 1           | 0          | 41       | 4      | 2           | 0          |
| S. Marković   | 4          | 1          | 0           | 0          | 0                 | 0                 | 0                 | 0                 | 0             | 0             | 0             | 0             | 0          | 0          | 0           | 0          | 4        | 1      | 0           | 0          |
| K. Oswald     | 5          | 0          | 0           | 0          | 0                 | 0                 | 0                 | 0                 | 0             | 0             | 0             | 0             | 0          | 0          | 0           | 0          | 5        | 0      | 0           | 0          |
| R. Pinto      | 6          | 0          | 0           | 0          | 0                 | 0                 | 0                 | 0                 | 0             | 0             | 0             | 0             | 0          | 0          | 0           | 0          | 6        | 0      | 0           | 0          |
| G. Poschner   | 11         | 0          | 1           | 0          | 2                 | 0                 | 0                 | 0                 | 2             | 2             | 0             | 0             | 1          | 0          | 0           | 0          | 16       | 2      | 1           | 0          |
| S. Ristić     | 24         | 3          | 2           | 0          | 3                 | 1                 | 0                 | 0                 | 2             | 0             | 0             | 0             | 3          | 0          | 0           | 0          | 32       | 4      | 2           | 0          |
| T. Rost       | 16         | 1          | 2           | 0          | 3                 | 2                 | 0                 | 0                 | 1             | 0             | 0             | 0             | 1          | 0          | 0           | 0          | 21       | 3      | 2           | 0          |
| T. Schneider  | 12         | 1          | 3           | 1          | 1                 | 0                 | 0                 | 0                 | 0             | 0             | 0             | 0             | 1          | 0          | 0           | 0          | 14       | 1      | 3           | 1          |
| Z. Soldo      | 29         | 1          | 4           | 1          | 3                 | 0                 | 0                 | 0                 | 2             | 0             | 1             | 0             | 3          | 0          | 1           | 0          | 37       | 1      | 6           | 1          |
| M. Spanring   | 12         | 0          | 3           | 1          | 2                 | 1                 | 0                 | 0                 | 3             | 0             | 0             | 0             | 2          | 0          | 0           | 0          | 19       | 1      | 3           | 1          |
| M. Stojkovski | 4          | 0          | 2           | 0          | 0                 | 0                 | 0                 | 0                 | 3             | 0             | 0             | 0             | 2          | 0          | 0           | 0          | 9        | 0      | 2           | 0          |
| P. Thiam      | 27         | 2          | 4           | 1          | 3                 | 0                 | 0                 | 0                 | 3             | 0             | 0             | 0             | 3          | 0          | 0           | 1          | 36       | 2      | 4           | 2          |
| E. Trautner   | 1          | 0          | 0           | 0          | 0                 | 0                 | 0                 | 0                 | 0             | 0             | 0             | 0             | 0          | 0          | 0           | 0          | 1        | 0      | 0           | 0          |
| F. Verlaat    | 29         | 0          | 6           | 1          | 4                 | 0                 | 0                 | 0                 | 3             | 0             | 1             | 0             | 4          | 1          | 1           | 0          | 40       | 1      | 8           | 1          |
| F. Wohlfahrt  | 26         | 0          | 5           | 1          | 2                 | 0                 | 0                 | 0                 | 2             | 0             | 0             | 0             | 1          | 0          | 0           | 0          | 31       | 0      | 5           | 1          |
| M. Zeyer      | 26         | 0          | 2           | 0          | 4                 | 0                 | 0                 | 0                 | 2             | 0             | 0             | 0             | 4          | 0          | 0           | 0          | 36       | 0      | 2           | 0          |
| M. Ziegler    | 9          | 0          | 0           | 0          | 2                 | 0                 | 0                 | 0                 | 1             | 0             | 0             | 0             | 3          | 0          | 0           | 0          | 15       | 0      | 0           | 0          |
| K. Đorđević   | 23         | 2          | 2           | 0          | 2                 | 1                 | 0                 | 0                 | 1             | 0             | 0             | 0             | 3          | 1          | 2           | 1          | 29       | 4      | 4           | 1          |